# Men's Health
«Men's Health» (англ. «Чоловіче здоров'я») — щомісячний чоловічий журнал. Видається у 47 країнах світу.

## Історія
Перший номер журналу «Men's Health» був виданий у США 1987 року видавничою компанією «Rodale». Зараз це великий чоловічий журнал, що видається в 43 країнах із загальною аудиторією до 20 млн осіб. «Men's Health» охоплює всі теми, що цікавлять чоловічу аудиторію, спеціалізуючись на здоровому способі життя. «Men's Health» увійшов в «гарячу десятку» найбільших журналів США в 2004 і 2005 роках, отримав головні професійні нагороди фахівців в області реклами «A-list» в 2003, 2004 роках, увійшов до списку найкращих видань десятиліття за версією «Capell's Circulation Report» і в список найпомітніших запусків 20 років журналу MIN.

## Основні рубрики журналу
- Секс
- Здоров'я
- Кар'єра
- Фітнес
- Швидкість
- Харчування
- Стрес
- Відносини
- Техніка
- Стиль